# Haberilia

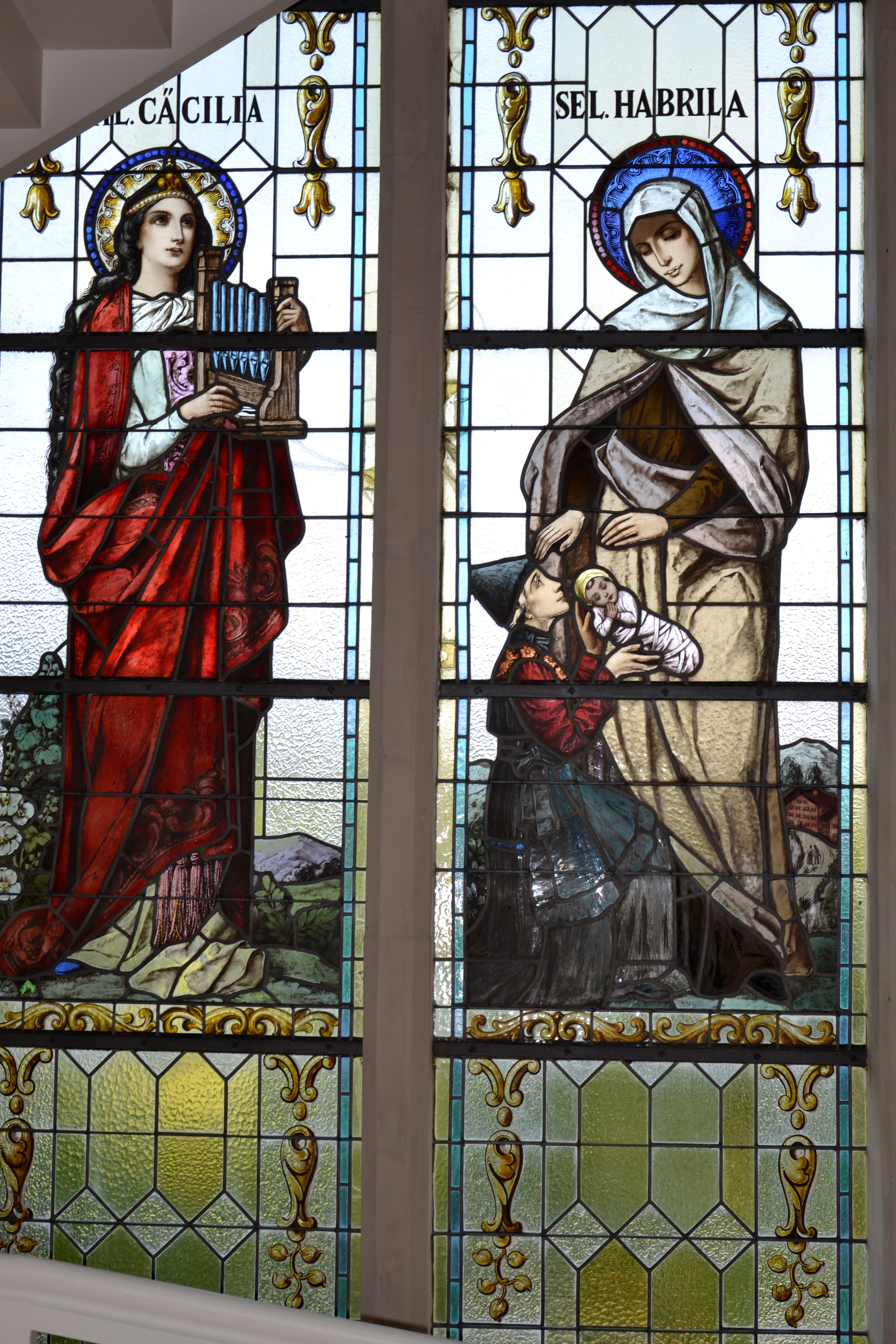
Darstellung der „Seligen Habrila“ (rechts) in der Pfarrkirche St. Martin in Alberschwende

Haberilia († um 1100 in Bregenz-Mehrerau; gelegentlich auch als Haberilla, Habril(l)a oder mit Zusatz Haberilia von Mehrerau bzw. Haberilia von Bregenz bezeichnet) war eine Reklusin, die wohl im 11. bzw. 12. Jahrhundert im oder beim Kloster Mehrerau in der Nähe von Bregenz lebte und in der römisch-katholischen Kirche als Selige verehrt wurde.
Ihr Grab in der Klosterkirche Mehrerau entwickelte sich im Laufe der Jahrhunderte wegen der Haberilia zugeschriebenen Wunderheilungen von Kindern zum Pilgerort. Mit dem Umbau der einstmaligen romanischen Basilika im Jahr 1740 wurde das Haberilia-Grab zunächst innerhalb der neuen barocken Klosterkirche verlegt und ging schließlich mit der Zerstörung dieser Klosterkirche im Zuge der 1808 von der bayerischen Fremdherrschaft betriebenen Säkularisation verloren. Gegen Ende des 18. Jahrhunderts endete auch die Haberilia-Verehrung in Vorarlberg weitgehend.

## Historische Persönlichkeit
Von der historischen Frau, die wohl schon zu Lebzeiten zum Ziel von Pilgern im Umfeld des Klosters Mehrerau wurde, sind nur sehr wenige gesicherte Fakten bekannt. Es sind keine zeitgenössischen hochmittelalterlichen Quellen aus dem Bodenseeraum erhalten, die Haberilia erwähnen. Die historische Forschung stützt sich daher maßgeblich auf später aufgezeichnete Überlieferungen aus dem Spätmittelalter sowie der Neuzeit. Eine erste (wenngleich auf die Legende der Haberilia bezogene) literarische Erwähnung findet die selige Haberilia in der 1519 vom Bregenzer Juristen und Historiker Jakob Mennel verfassten, dem Mehrerauer Abt Kaspar Haberstro (1510–1524) gewidmeten, „Charta fundatorum“. Als maßgebliche Hauptquelle für die historische Existenz der Haberilia gilt jedoch das von Joseph Bergmann und Franz Ludwig Baumann herausgegebene Mehrerauer Necrologium, das auf einer Handschrift aus dem Jahr 1728 beruht. In diesem wird für das Jahr 1462 am 1. Mai der Tod des Abtes Heinrich Henz von Bach notiert. In seiner Edition merkte Bergmann dazu an: „Heinricus Henzius a Bach abb. huius monasterii, 1462 mortuus, requiescit prope sepulcrum beatae Haberiliae virginis et abbatissae“ (Heinrich Henz von Bach, Abt dieses Klosters, gestorben 1462, ruht nahe beim Grab der seligen Jungfrau und Äbtissin Haberilia).
Für Johannes Duft ebenso wie für Karl Heinz Burmeister war lediglich gesichert anzunehmen, dass es sich bei Haberilia um eine Reklusin oder Einsiedlerin mit Anbindung an das Kloster, die um das Jahr 1100 lebte, gehandelt haben dürfte. Auch ihre Grablegung in der alten Klosterkirche, die allerdings erst 1125 geweiht wurde, dürfte demnach ein historisches Faktum sein.
Wesentlich mehr mit Spekulationen verbunden ist die Herkunft der historischen Haberilia. Während die Mehrzahl der Historiker von einer Herkunft aus Bregenz oder der unmittelbaren Bregenzer Umgebung ausgeht, wurde von einigen Autoren als Herkunftsort auch Alberschwende, der vordere Bregenzerwald oder St. Gallen angegeben. In Alberschwende sowie in Au im Bregenzerwald verweisen heute noch Bildnisse in den dortigen Pfarrkirchen auf die angenommene enge Verbindung Haberilias mit dem Bregenzerwald – wenngleich hierfür explizite Quellen fehlen. Die St. Galler hingegen versuchten mit der Deutung einer Herkunft Haberilias im Umfeld der Inklusin Wiborada, die Haberilia im 10. Jahrhundert von St. Gallen nach Bregenz geschickt habe, den Mehrerauer Anspruch, wonach deren Klostergründung älter sei als jene in St. Gallen, zu zerstören.

## Legende um die selige Haberilia

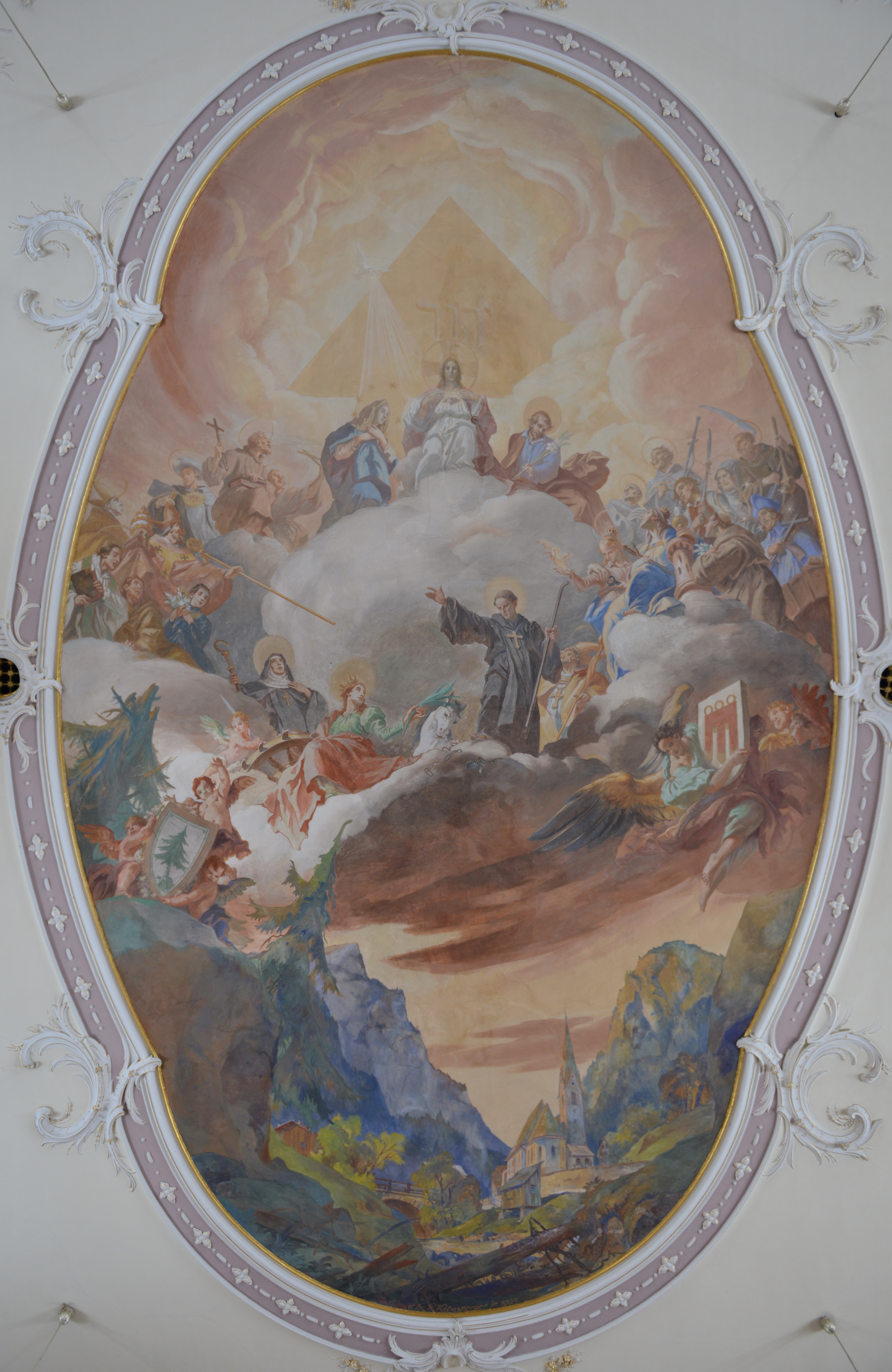
Deckengemälde „Vorarlbergia sancta“ von Waldemar Kolmsperger d. J. in der Pfarrkirche St. Leonhard in Au; Darstellung der sel. Haberilia als Äbtissin mit Äbtissinenstab und Heiligenschein (Mitte links)

In der Haberilia-Legende wurde die historische Person in vielfacher Weise mythisch überhöht und mit zusätzlichen Attributen ausgestattet. Die wesentlichsten dieser Attribute beschrieb schon Jakob Mennel in dessen „Charta fundatorum“ von 1519: So sei Haberilia eine „reine Jungfrau“ (lat. virgo castissima), Einsiedlerin (lat. heremita), und in weiterer Folge eine Äbtissin des Benediktinerordens (lat. ordinis S. Benedicti Abbatissa) gewesen, die „vielen gottgeweihten Jungfrauen zum Vorbild diente“ und „ihr Kloster durch Gottesdienste berühmt gemacht“ habe, schließlich ihr Grab vor dem Katharinenaltar fand und durch viele Wunder berühmt wurde. Haberilia wurde also bereits in frühesten Aufzeichnungen der Legende als Äbtissin eines allenfalls in der Mehrerau bestehenden benediktinischen Doppelklosters bezeichnet und der von ihr bis weit über ihren Tod hinaus bewirkten Wunder(heilungen) gepriesen. Dass Haberilia aber tatsächlich im Kloster Mehrerau als Äbtissin eines Frauenklosters tätig war, ist nach neuerer Forschung eher zweifelhaft und daher, wie Burmeister ausführlich darlegt, wohl der Legendenbildung zuzuschreiben.
Ergänzend dazu führte ebenfalls bereits Mennel die Legende fort, indem er beschrieb, Haberilia habe den Schleier des Habits der Benediktinerinnen vom Heiligen Gallus persönlich erhalten, als dieser mit dem Heiligen Columban und anderen in Bregenz weilte. Dieser Teil der Haberilia-Legende bringt die selige Haberilia in direkten Zusammenhang mit dem Gründungsmythos des Klosters Mehrerau und versetzt das Wirken Haberilias um mehr als 500 Jahre in die Vergangenheit, nämlich zu Lebzeiten der Heiligen Gallus und Columban.
Mitunter wurde auch – wohl wegen des äußerst seltenen Namens Haberilia und dessen phonetischer Ähnlichkeit zu „Aurelia“ – die Legende der Haberilia von Mehrerau mit der ebenfalls in dieser Gegend (Fußach) verorteten Legende um die etwa zur gleichen Zeit lebende heilige Aurelia von Regensburg vermischt.

## Volksglaube und Pilgerstätte
Wesentlicher Kern der Verehrung von Haberilia schon zu ihren Lebzeiten und nach ihrem Tod als „Volks-Selige“ waren die ihr zahlreich zugeschriebenen Wunderheilungen insbesondere von kranken Kindern. So zeigt etwa die bekannte Buntglasdarstellung der „sel. Habrila“ in der Pfarrkirche St. Martin in Alberschwende die stehende Figur der Haberilia, die die Arme nach einem Wickelkind ausstreckt, das ihr von einer Bregenzerwälderin in Bregenzerwälder Frauentracht mit Spitzkappe entgegengestreckt wird.
Insbesondere nach Haberilias Tod nahm die Pilgerbewegung zur Grabstätte der Seligen in der Hoffnung auf Wunderheilung erkrankter Kinder in der lokalen Bevölkerung bedeutsame Maße an. So wurden kranke Kinder ans Grab Haberilias in die Klosterkirche Mehrerau gebracht, diese mehrfach unter dem Grab hin- und herbewegt und für immobile Kranke ein Säckchen mit Graberde des offenen Grabes entnommen. In Vorarlberg bürgerte sich im Spätmittelalter und der frühen Neuzeit daher der Spruch ein „Dieses [kranke] Kind gehört in die Mehrerau“ (als Sprichwort 1718 vom Lauteracher Pfarrer Johannes Hundertpfund nachgewiesen).
Im Zuge der späteren Kanonisierungsbestrebungen zu Beginn des 18. Jahrhunderts wurden dann auch zahlreiche Zeugnisse solcher Wunderheilungen schriftlich und unter Eid dokumentiert. So wurden zwischen 1704 und 1718 insgesamt 22 der Fürsprache der seligen Haberilia zugeschriebene Wunderheilungen bezeugt. Nicht alle dieser Wunderheilungen betrafen ausschließlich kranke Kinder, vielmehr berichteten insbesondere auch hochstehende lokale Persönlichkeiten von wundersamen Heilungsverläufen ihrer Erkrankungen nach dem Besuch des Grabes der seligen Haberilia.

### Grabstätte in der ehemaligen Klosterkirche
Das historisch belegte Grab der seligen Haberilia in der romanischen Klosterkirche war nach Darstellung Burmeisters ursprünglich rechts des Katharinenaltars als Hochgrab auf sechs Säulen angelegt. Burmeister nahm weiters an, dass die Säulen des Hochgrabs mindestens 50 cm hoch gewesen sein mussten, da überliefertermaßen die Grabpilger unter der mit einer Inschrift versehenen Grabplatte durchkrochen. Kranke Kinder wurden teilweise mehrfach unter dem Grab hin- und hergetragen. Es ist allerdings möglich, dass das auf sechs Säulen gelagerte Hochgrab eine Neugestaltung des Jahres 1340 war. Noch bevor die Kirche im barocken Stil neu errichtet wurde, wurde die Grabstätte der Haberilia ins nördliche Seitenschiff des Langhauses verlegt und dabei wahrscheinlich auch so verändert, dass es nurmehr auf vier Säulen ruhte. Im Zuge des barocken Neubaus der Klosterkirche in den Jahren 1779–1781 wurde die Grabstätte schließlich in die Krypta verlegt.